# Alexandra López

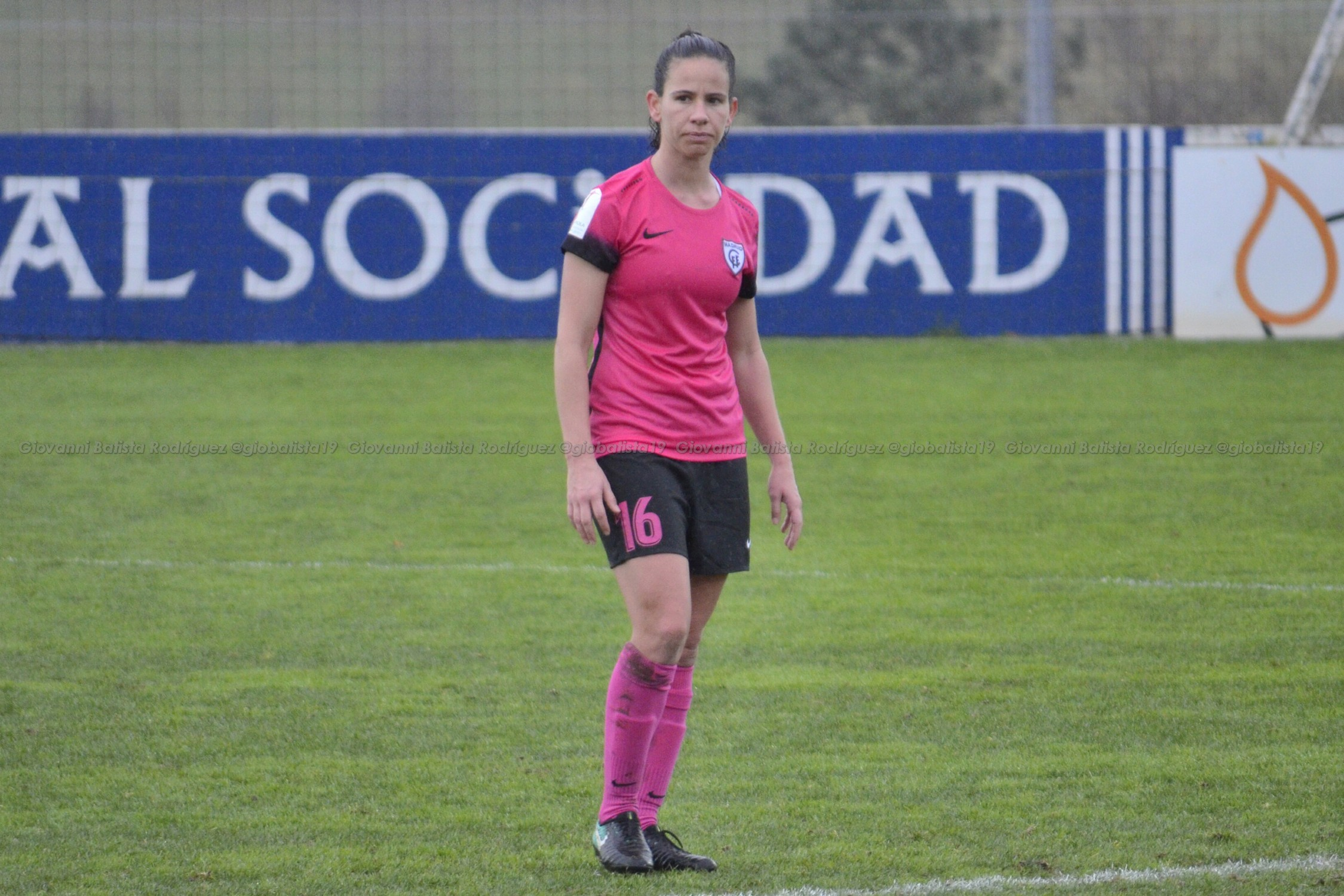
Alexandra Lopez con el Madrid C. F. F.

Alexandra López Rosillo (Sevilla; 26 de febrero de 1989) es una exfutbolista española. Fue la 2.ª entrenadora del Atlético de Madrid femenino y compartió equipo técnico con Oscar Fernández como primer entrenador.
En su carrera como futbolista debutó en el Híspalis, que luego se integraría en el Sevilla F. C.. Luego ganó 3 Ligas con el Rayo Vallecano y posteriormente una Liga y una Copa de la Reina con el Atlético de Madrid. Acabó su carrera en el Madrid C.F.F., donde tras su retirada entró a formar parte del cuerpo técnico del club.
Ha sido internacional absoluta, participando en una Eurocopa y ganó una Copa Algarve.

## Clubes
| Club                     | País   | Año         |
| ------------------------ | ------ | ----------- |
| Sevilla F. C.            | España | 2003 - 2008 |
| Rayo Vallecano           | España | 2008 - 2016 |
| Atlético de Madrid       | España | 2016 - 2017 |
| Madrid C.F.F. (retirada) | España | 2017-2020   |

## Palmarés

### Campeonatos nacionales
| Título           | Club               | País   | Año     |
| ---------------- | ------------------ | ------ | ------- |
| Primera División | Rayo Vallecano     | España | 2008-09 |
| Primera División | Rayo Vallecano     | España | 2009-10 |
| Primera División | Rayo Vallecano     | España | 2010-11 |
| Copa de la Reina | Atlético de Madrid | España | 2016    |
| Primera División | Atlético de Madrid | España | 2016-17 |

### Campeonatos internacionales
| Título          | Equipo              | Sede     | Año  |
| --------------- | ------------------- | -------- | ---- |
| Copa de Algarve | Selección de España | Portugal | 2017 |